# Isognathus jamaicensis
Isognathus jamaicensis är en fjärilsart som beskrevs av Rothschild och Jordan 1915. Isognathus jamaicensis ingår i släktet Isognathus och familjen svärmare. Inga underarter finns listade i Catalogue of Life.